# Entebbe
Entebbe je mesto v Ugandi s približno 70.000 prebivalci. Stoji ob Viktorijinem jezeru 36 kilometrov jugozahodno od prestolnice Kampala, večino prebivalstva predstavljajo vladni uslužbenci. Industrije nima, je pa pomembno prometno vozlišče z mednarodnim letališčem in pristaniščem na Viktorijinem jezeru, od koder ima ladijske povezave s Kenijo, Tanzanijo in drugimi deli Ugande. Entebbe je bilo pred neodvisnostjo leta 1962 nekoč sedež vlade protektorata Ugande.

## Etimologija
Beseda izvira iz lugandskega jezika e ntebe, kar pomeni 'sedež'/'stol'. Entebbe je bil kulturni kraj za klan Mamba in se je imenoval entebbe za Mugula - Mugula je bil naziv vodje pododdelka klana Mamba - in je zdaj lokacija uradnega urada in rezidence predsednika Ugande, kot je veljalo za britanske guvernerje pred osamosvojitvijo. Entebbe je bil nekdanji sedež oblasti v državi, zdaj pa ga je nadomestila Kampala.

## Zgodovina
Entebbe v lokalnem lugandskem jeziku pomeni 'sedež' in je bil verjetno tako imenovan, ker je bil to kraj, kjer je sedel bagandski poglavar in razsojal v pravnih primerih. Mesto je bilo ustanovljeno leta 1893 kot vojaška postojanka, v obdobju, ko je oblast nad ozemljem sedanje Ugande prevzel Britanski imperij prek Imperialne britanske vzhodnoafriške družbe. Ta je imela sprva sedež v Kampali, ki pa je kmalu postala prenaseljena, zato so upravo preselili v Entebbe, kjer je stala guvernerjeva rezidenca. Sedež uprave je ostal do leta 1958. Port Bell je kasneje postal kampalsko pristanišče. Čeprav zdaj tam ne pristaja nobena ladja, je še vedno pomol, ki so ga uporabljali trajekti na Viktorijinem jezeru.
V začetku 1970-ih je diktator Idi Amin iz mesta, podobno kot iz preostanka države, izgnal številčno azijsko manjšino, ki je obvladovala trgovino. Mednarodno letališče Entebbe, glavno mednarodno letališče Ugande, je bilo prizorišče nekaterih znanih dogodkov, zaradi česar je postalo znano v Evropi in tujini. S tega letališča je kraljica Elizabeta II. leta 1952 zapustila Afriko in se vrnila v Anglijo, ko je izvedela za očetovo smrt in da je postala kraljica. 
Kraj je zgodovinsko znan predvsem po mednarodnem incidentu leta 1976, ko je na letališču pristalo potniško letalo, ki so ga ugrabili pripadniki militantne frakcije Palestinske osvobodilne organizacije in zahodnonemških Revolucionarnih celic. Ugrabitelji so zadržali 103 izraelske potnike za talce in s podporo Idija Amina zahtevali izpustitev soborcev iz zaporov po svetu. Izrael je organiziral vojaško operacijo, v kateri je skupina komandosov uspešno rešila skoraj vse talce.
Mesto Entebbe je gostilo tudi pogovore o končni rešitvi za končanje upora M23.

## Geografija
Entebbe leži na severni obali Viktorijinega jezera, največjega afriškega jezera. Mesto je v okrožju Wakiso, približno 36 kilometrov južno od Kampale, glavnega in največjega mesta Ugande. Metropola je na polotoku v Viktorijinem jezeru in pokriva skupno površino 56,2 kvadratnih kilometrov, od tega je 20 km² vode. Koordinate Entebbeja so: 0°03'00.0"N, 32°27'36.0"E. Soseske v mestu Entebbe so Bugonga, Katabi, Nakiwogo, Nsamizi, Kitooro, Lunnyo in Lugonjo.

### Podnebje
V Entebbeju prevladuje podnebje tropskega deževnega gozda (Af) po Köppnovi podnebni klasifikaciji, saj mesto skozi vse leto nima prave sušne sezone. Najbolj suh mesec je julij s povprečno količino padavin 72 milimetrov, medtem ko je najbolj moker april s povprečno količino padavin 264 milimetrov. Temperaturo uravnava nadmorska višina. Najbolj vroč mesec je februar s povprečno temperaturo 22,8 °C, medtem ko je najhladnejši julij s povprečno temperaturo 20,6 °C.

## Prebivalstvo
Med nacionalnim popisom leta 2002 je bilo prebivalstvo Entebbeja ocenjeno na 55.100 ljudi. Leta 2010 je Ugandski statistični urad (UBOS) ocenil prebivalstvo mesta na 76.500. Leta 2011 je UBOS ocenil število prebivalcev Entebbeja na približno 79.700. Državni popis prebivalstva je 27. avgusta 2014 pokazal, da je v Entebbeju živelo 69.958 prebivalcev.

## Biomedicinsko raziskovalno središče
Entebbe je dom Ugandskega raziskovalnega inštituta za viruse (UVRI), ugandske vladne organizacije, ki zagotavlja prostor za izvajanje raziskav Mednarodne pobude za cepivo proti aidsu za program cepiva proti HIV, Laboratorijev medicinskega raziskovalnega centra Združenega kraljestva (MRC), Centra ZDA za nadzor bolezni ( CDC) in Nacionalni inštitut za zdravje (NIH). Večina raziskav, izvedenih na UVRI, je usmerjenih v nalezljive bolezni in se osredotoča na HIV, tuberkulozo, malarijo in okužbe s helminti. Tu je tudi sedež Uganda National Medical Stores, dokler ne bo dokončan nov sedež in glavna skladiščna stavba v Kajjansiju, nato se bo sedež preselil v Kajjansi.

## Turistične znamenitosti
- Obsežni nacionalni botanični vrtovi, postavljeni leta 1898, so v Entebbeju. Zunanji posnetki filmov o Tarzanu z Johnnyjem Weissmüllerjem v glavni vlogi so bili posneti v mestnem botaničnem vrtu v 1930-ih.[16]
- Entebbe je lokacija Ugandskega izobraževalnega centra za divje živali (UWEC). Center služi tudi kot nacionalni živalski vrt.
- Entebbe je lokacija univerze Nkumba, ene od več kot tridesetih licenčnih ustanov terciarnega izobraževanja v Ugandi.
- Državna hiša, uradna rezidenca predsednika Ugande, je v Entebbeju.[17]
- Entebbe je tudi dom enega od zgodovinskih krajev v Kigunguju, kjer sta pristala prva katoliška misijonarja brat Amans in oče Mon Maple Lourdel, da bi ustanovila katoliško vero v Ugandi.
- Entebbe je dom najstarejšega igrišča za golf v vzhodni Afriki, imenovanega Entebbe Golf Club, ki je bil ustanovljen leta 1900. Entebbe Golf Club je obdan z Ugandskim izobraževalnim centrom za divje živali (nekdanji Entebbe Zoo) na južni strani.

- Sončni zahod nad Entebbejem
- Mednarodno letališče Entebbe
- Cerkev Bugonga v Entebbeju
- Entebbe leži na severni obali Viktorijinega jezera
- Entebbe ob Viktorijinem jezeru